# Choke (danse)
Le choke (ou choque, ou encore baile del choke) est une danse sud-américaine née dans les banlieues de Buenaventura (Valle del Cauca), et proche du perreo dont elle est issue. Elle est pratiquée sur de la musique reggaeton ou encore la « salsa choke » et consiste à balancer son corps en cognant le bassin de son partenaire sur le rythme de la musique.
Ce mouvement suggestif n'a pas pour autant de connotation sexuelle puisque le couple de danseurs n'est pas forcément mixte et on peut changer de rôle à volonté en cognant le bassin de son partenaire avec n'importe quelle partie du corps.

## Polémique
Une polémique est née à la suite d'une représentation de choke dans un collège de Bogota devant des enfants et des parents qui ont qualifié cette danse d'obscène, vulgaire et pornographique. Fabián Sanabria, sociologue de l'Université Nationale de Colombie, a affirmé dans Noticias Caracol, un journal télévisé colombien, que la danse du choque est innocente à côté des autres danses pratiquées [...] dans le monde. « La perversion est dans la façon dont on veut voir les choses ».
Malgré les émois qu'a pu provoquer le choke, il n'en reste pas moins qu'il devient un véritable phénomène de société en Colombie et dans les pays alentour[réf. nécessaire].